# Li Punti
Li Punti è una frazione di 5 960 abitanti alla periferia del comune di Sassari. Situato nel lato nord-ovest della città, la zona residenziale è ormai integrata all'agglomerato urbano di Sassari e collegata a Predda Niedda, la zona industriale del capoluogo provinciale.

## Origine del nome
Il toponimo "Li Punti" significa "ponte" in sassarese (precisamente li ponti). Secondo la tradizione popolare farebbe riferimento alla presenza nell'abitato dei resti dell'acquedotto romano che serviva la città di Turris Libissonis le cui arcate ricordavano la forma di un ponte.

## Storia
La frazione ha iniziato la propria espansione a partire dagli anni quaranta. Come altre frazioni della cosiddetta "zona 6" del comune di Sassari, ha conosciuto negli ultimi decenni una notevole espansione, diventando una vera e propria cittadina.
Circa cinquant'anni fa la situazione era completamente diversa: alcune famiglie si erano già insediate agli inizi del secolo scorso, ma l'area rimaneva prevalentemente rurale. Fu solo grazie all'ascesa dell'edilizia che quelle sparse abitazioni si moltiplicarono di numero, iniziando a prendere le dimensioni di un piccolo paese. 
A Li Punti il 24 aprile 1976 venne eretta canonicamente la comunità parrocchiale intitolata a San Pio X, grazie all'allora parroco don Bazzoni e alle donazioni della comunità. L'edificio costruito tra gli anni settanta e ottanta presenta una grande cupola e un alto campanile di 30 metri con una croce luminosa. Ogni 21 di agosto si tengono i festeggiamenti per il patrono. 
A partire dagli anni novanta Li Punti ha subito una profonda fase di sviluppo economico e demografico con l'insediamento di nuove imprese e servizi. Rappresenta per Sassari una zona in forte espansione edilizia. 
A partire dal 2005 nella zona nord-est del quartiere è stata finanziata la costruzione di case popolari capaci di accogliere un migliaio di persone.
La frazione è distante 4 km da Sassari ed è collegata al centro cittadino grazie alle linee LP e OT gestite dall' ATP Sassari.

## Monumenti e luoghi d'interesse

### Architetture religiose

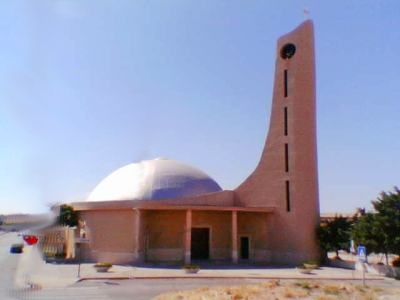
La chiesa eretta negli anni settanta

- Chiesa romanica di Santa Barbara di Innoviu;

- Chiesa romanica di Sant'Antonio di Noi Noi.

### Architetture civili
- Casa A-bozzi;
- Villa Carlini;
- Villa Abozzi.

### Siti archeologici
Alla periferia di Li Punti è presente la necropoli di Montalè, un sito archeologico del prenuragico formato da sei domus de janas risalenti al Neolitico finale.

## Sport
Nella frazione la sede calcistica più importante è il Li Punti Calcio, fondata nel 1976. La prima squadra del Li Punti, vincendo i play-off di Promozione nel 2018-2019, ha come massimo traguardo la partecipazione per 4 volte al campionato di Eccellenza sardo. Esistono altre due piccole società, Wilier che milita nel campionato di Terza Categoria, e la Cosmosassari che si occupa esclusivamente di settore giovanile.